# Nacer Khémir
Nacer Khémir (arabe : النّاصر خمير), né le 1er avril 1948 à Korba, est un conteur, écrivain et réalisateur tunisien.

## Biographie
Très tôt bercé par l'univers du conte, il obtient en 1966 une bourse de l'Unesco pour étudier le cinéma à Paris. En 1972, il part à la recherche des conteurs dans la médina de Tunis et ce travail de collecte lui inspirera quatre films dont le premier, L'Histoire du pays du Bon Dieu, voit le jour en 1975. Avec la publication en 1975 de L'Ogresse, un conte calligraphique, il participe au renouveau du conte en France, notamment en initiant des ateliers de formation de conteurs. Conteur contemporain, il se situe toutefois dans la tradition des conteurs d'Orient et donne à entendre des adaptations des contes issus de la tradition orale tunisienne.
En 1982 et 1988, il raconte durant un mois Les Mille et Une Nuits au Théâtre national de Chaillot à Paris : 25 heures de récit (une histoire par soirée) dans une scénographie de Yánnis Kókkos. Sa collection Les mille et une facéties de Nacer Khémir renvoie directement aux contes des Mille et Une Nuits. L'auteur y fait référence dans ses interviews comme l'un des souvenirs les plus importants de son enfance.
En 1986, il sort Les Baliseurs du désert qui n'est toutefois pas projeté dans le monde arabe, ce qui pousse Khémir à s'indigner « face aux sociétés arabes mettant à l'écart leur propre culture ». Le Collier perdu de la colombe, qui rencontre beaucoup de succès, n'est pas non plus projeté dans le monde arabe, y compris en Tunisie. Sorti en 2005, son troisième long métrage, Bab'Aziz, le prince qui contemplait son âme, est coproduit par huit pays dont l'Allemagne, la France, la Suisse, la Belgique, les Pays-Bas et l'Iran.
En 2017, Les Baliseurs du désert est sélectionné pour participer à la Biennale de Venise dans la section Films classiques.
Dessinateur et sculpteur, Khémir est aussi calligraphe et expose ses travaux, notamment au Centre Pompidou en 1980 et au Salon du livre et de la presse jeunesse de Montreuil.

## Œuvres

### Publications
- L'Ogresse, Paris, Maspero, 1975 (réimpr. Paris, Syros Jeunesse, 2001), 240 p.
- Paroles d'Islam, Paris, Albin Michel, 1995, 53 p. (ISBN 978-2226070487).
- Chahrazade, Lormont, Le Mascaret, 1998.
- L'Alphabet des sables : de l'alphabet arabe comme alphabet des sables..., Paris, Syros Jeunesse, 1998, 58 p. (ISBN 978-2841464531).
- Le Juge, la mouche et la grand-mère, Paris, Syros Jeunesse, 2000, 25 p. (ISBN 978-2841468102).
- J'avale le bébé du voisin, Paris, Syros Jeunesse, 2000, 27 p. (ISBN 978-2841468096).
- Le Conte des conteurs, Paris, Syros Jeunesse, 2001, 95 p. (ISBN 978-2841469505).
- Le Chant des génies : d'après un conte traditionnel du Sahel, Paris, Actes Sud Junior, 2001, 39 p. (ISBN 978-2330023379).
- Le Livre des Djinns, Paris, Syros, 2001, 95 p. (ISBN 978-2841469574).
- La Quête d'Hassan de Samarkand, Paris, Actes Sud Junior, 2003, 23 p. (ISBN 978-2742745272).
- Le Livre des marges, Montreuil, Éditions de l'œil, 2019, 143 p. (ISBN 978-2351372760).

### Filmographie (réalisateur)
- 1975 : L'Histoire du pays du Bon Dieu
- 1986 : Les Baliseurs du désert
- 1991 : Le Collier perdu de la colombe
- 2005 : Bab'Aziz, le prince qui contemplait son âme
- 2011 : Shéhérazade
- 2014 : Looking for Muhyiddin
- 2016 : Whispering Sands

Nacer Khemir est aussi un sujet du documentaire Die Tunisreise (2007) de Bruno Moll.

### Distinctions
- Montgolfière d’or au Festival des 3 Continents à Nantes (1984) ;
- Prix de la première œuvre aux Journées cinématographiques de Carthage (1984) ;
- Prix de la meilleure image au Festival panafricain du cinéma et de la télévision de Ouagadougou (1985) ;
- Palme d’or et premier prix de la critique de la Mostra de Valence du cinéma méditerranéen (1985) ;
- Prix Henri-Langlois (2007).